# Belly
Belly to amerykański film akcji wyreżyserowany przez Hype’a Williamsa. Wystąpiły w nim gwiazdy amerykańskiego rapu, między innymi DMX, Nas (który pisał również scenariusz), Method Man, T-Boz i Vita.
Aktualnie kręcony jest również sequel filmu, "Beast 2".

## Filmtrack
Film zawiera wiele utworów dancehall reggae, które nie zostały zawarte na soundtracku.
1. "Back to Life (A Cappella Version)" – Soul II Soul
2. "House in Motion" – Olu Dara
3. "Blue Agony" – Olu Dara
4. "Sincere" – Olu Dara
5. "Windpipe" – Wu-Tang Clan
6. "Pregame" – Sauce Money featuring Jay-Z
7. "Sucky Ducky" – Mr. Vegas
8. "I Wanna Live" – The Bravehearts
9. "Blood Sweat and Tears" – M.O.P.
10. "Swell Up" – Crucial Conflict
11. "No Way In, No Way Out" – Lady
12. "Grand Finale" – DMX, Method Man, Nas & Ja Rule
13. "Two Sides" – Vita
14. "Story to Tell" – Ja Rule
15. "Devil's Pie" – D’Angelo
16. "Bashment Time" – Mr. Easy and Frisco Kid
17. "Top Shotter" – DMX, Sean Paul & Mr. Vegas
18. "Deep Cut" – David Banner
19. "What About" – Sparkle
20. "The Right Man" – Frisco Kid
21. "Technology" – Temple of Soul
22. "Bam Bam" – Sister Nancy
23. "Silly" – Taral Hicks

## Soundtrack
1. "No Way In, No Way Out" – Lady
2. "Devil's Pie" – D’Angelo
3. "Grand Finale" – DMX, Method Man, Nas & Ja Rule
4. "Never Dreamed You Leave In Summer" – Jerome
5. "What About" – Sparkle
6. "Two Sides" – Vita
7. "Movin' Out" – Mýa, Raekwon & Noreaga
8. "Top Shotter" – DMX, Sean Paul & Mr. Vegas
9. "Story To Tell" – Ja Rule
10. "Crew Love" – Jay-Z, Memphis Bleek & Beanie Sigel
11. "Sometimes" – Noreaga and Maze
12. "We All Can Get It On" – Drag-On
13. "Militia Remix" – Gang Starr, WC & Rakim
14. "Windpipe" – Wu-Tang Clan
15. "Pre-Game" – Sauce Money & Jay-Z
16. "Tommy's Theme" – Made Men & The Lox
17. "Some Niggaz" – Half-A-Mil
18. "I Wanna Live" – The Bravehearts, Nature & Nas